# Comuna Sosnivka, Oleksandrivka
Sosnivka (în ucraineană Соснівка) este o comună în raionul Oleksandrivka, regiunea Kirovohrad, Ucraina, formată din satele Nîjci Vereșceakî și Sosnivka (reședința).

## Demografie
Componența lingvistică a comunei Sosnivka
     Ucraineană (98,58%)
     Alte limbi (1,2%)
Conform recensământului din 2001, majoritatea populației comunei Sosnivka era vorbitoare de ucraineană (98,58%), existând în minoritate și vorbitori de alte limbi.